# Comté de Kerr
Le comté de Kerr, en anglais : Kerr County, est un comté situé dans le sud-centre de l'État du Texas aux États-Unis. Le siège du comté est la ville de Kerrville. Selon le recensement des États-Unis de 2020, sa population est de 52 598 habitants. Le comté a une superficie de 2 869 km2, dont 2 865 km2 en surfaces terrestres. Il est baptisé en référence à James Kerr (en), homme politique ayant participé à la fondation de la république du Texas.

## Comtés voisins
|                 | Comté de Kimble  | Comté de Gillespie |
| Comté d'Edwards | comté de Kerr    | Comté de Kendall   |
| Comté de Real   | Comté de Bandera |                    |

## Histoire
Le comté est particulièrement touché par les inondations de juillet 2025.

## Démographie
Lors du recensement de 2010, le comté comptait une population de 49 625 habitants. Elle est estimée, en 2017, à 51 720 habitants.

Pyramide des âges du comté de Kerr (2000).

| Groupes           | Comté de Kerr | Texas | États-Unis |
| ----------------- | ------------- | ----- | ---------- |
| Blancs            | 87,7          | 70,4  | 72,4       |
| Autres            | 7,0           | 10,6  | 6,4        |
| Métis             | 2,1           | 2,5   | 2,7        |
| Afro-Américains   | 1,8           | 11,9  | 12,6       |
| Asiatiques        | 0,8           | 3,8   | 4,8        |
| Amérindiens       | 0,7           | 0,7   | 0,9        |
| Total             | 100           | 100   | 100        |
|                   |               |       |            |
| Latino-Américains | 24,0          | 37,6  | 16,7       |